# Aavere (Anija)
Aavere je estonská vesnice nacházející se v kraji Harjumaa, v jehož rámci patří do obce Anija.
Ve vesnici žilo 1. ledna 2009 18 občanů, z toho 7 mužů a 11 žen.

## Poloha
Aavere leží asi 7 km od města Kehra a 27 km od hlavního estonského města Tallinn. Asi 8 km od obce se nachází jazero Rummu.